# Toy Story 4
Toy Story 4 – amerykański film animowany w reżyserii Josha Cooleya, będący czwartą częścią serii filmów Toy Story, wyprodukowaną w studiach Pixar Animation Studios i Walt Disney Pictures, której premiera w Stanach Zjednoczonych odbyła się 21 czerwca 2019.

## Fabuła
Fabuła filmu opowiada o poszukiwaniu przez Chudego pastereczki Bou, która przed wydarzeniami z poprzedniej części serii została sprzedana podczas przydomowej wyprzedaży rzeczy przez rodziców Andy’ego.

## Obsada
- Tom Hanks – Szeryf Chudy[7][8]
- Tim Allen – Buzz Astral[8]
- Annie Potts – Pastereczka Bou
- Tony Hale – Sztuciek
- Christina Hendricks – Gabby Gabby
- Joan Cusack – Jessie
- Blake Clark – Cienki[2]
- Wallace Shawn – Rex[9]
- John Ratzenberger – Hamm[10]
- Estelle Harris – Pani Bulwa[11]
- Don Rickles – Pan Bulwa[12][a]
- Jeff Pidgeon – kosmici[2]
- Keanu Reeves – Druh-Wybuch
- Kristen Schaal – Trixie[13]
- Bonnie Hunt – Dolly[14]
- Timothy Dalton – Pan Szpikulec[15]
- Jeff Garlin – jednorożec[16]
- Laurie Metcalf – mama Andy’ego[17]
- Lori Alan – mama Bonnie[2]
- Patricia Arquette – mama Hippie[18]
- Flea – lektor w reklamie Druha-Wybucha[18]

### Wersja polska
na podstawie
- Robert Czebotar – Szeryf Chudy
- Łukasz Nowicki – Buzz Astral
- Edyta Olszówka – Pastereczka Bou
- Sebastian Perdek – Sztuciek
- Abelard Giza – Kwaku
- Kalina Sołtysiak – Bonnie Anderson
- Julia Kamińska – Gabby Gabby
- Jacek Kopczyński – Druh-Wybuch
- Przemysław Glapiński – tata Bonnie
- Elżbieta Futera-Jędrzejewska – mama Bonnie
- Izabella Bukowska-Chądzyńska – Jessie
- Barbara Lauks – Dolly
- Agnieszka Kunikowska – Trixie
- Tomasz Sapryk – Rex
- Emilian Kamiński – Hamm
- Mieczysław Morański – Cienki
- Elżbieta Jarosik – babcia Harmony
- Eryk Lubos – kaprale Karle
- Jan Kulczycki – Pan Bulwa
- Barbara Zielińska – Pani Bulwa
- Anna Sztejner – mama Andy’ego
- Agata Góral – mama Harmony
- Grzegorz Pawlak – Pan Szpikulec
- Magdalena Schejbal – Sztućkowa
- Jarosław Domin – obcy

## Produkcja i wydanie
W 2010 roku podczas wywiadu z reżyserem poprzedniej części serii, Lee Unkrich, oznajmił on, że produkcja Toy Story 4 nie była planowana, lecz w przyszłości mogą się pojawić takie postacie, jak Chudy lub Buzz. Mimo to, aktorzy Tom Hanks i Tim Allen znani z udziału w poprzednich częściach serii, zostali zarejestrowani jako aktorzy do filmu Toy Story 4 na wypadek, gdyby studio Pixar miało zamiar je kiedykolwiek wyprodukować.
Film został oficjalnie zapowiedziany 6 listopada 2014 roku przez The Walt Disney Company, pierwotnie ustalając datę premiery na 16 czerwca 2017. Niespełna rok później data ta została przesunięta na 15 czerwca 2018, by pozwolić studiu Pixar wydać film Auta 3, a kolejny rok później przesunięto premierę filmu na 21 czerwca 2019 z powodu premiery filmu Iniemamocni 2.

## Odbiór

### Box office
Budżet filmu jest szacowany na 200 milionów dolarów. W Stanach Zjednoczonych i Kanadzie film zarobił ponad 434 mln USD. W innych krajach przychody wyniosły ponad 639 mln, a łączny przychód z biletów ponad 1073 miliony dolarów.

### Krytyka w mediach
Film spotkał się z dobrą reakcją krytyków. W serwisie Rotten Tomatoes 97% z 427 recenzji jest pozytywne, a średnia ocen wyniosła 8,37/10. Na portalu Metacritic średnia ocen z 57 recenzji wyniosła 84 punkty na 100.

### Nagrody i nominacje
| Nagroda                               | Kategoria                                                                  | Wynik     |
| ------------------------------------- | -------------------------------------------------------------------------- | --------- |
| Nagroda Akademii Filmowej (Oscar)     | Najlepszy pełnometrażowy film animowany                                    | Wygrana   |
| Nagroda Akademii Filmowej (Oscar)     | Najlepsza piosenka („I Can't Let You Throw Yourself Away” - Randy Newman)  | Nominacja |
| Złoty Glob                            | Najlepszy film animowany                                                   | Nominacja |
| Nagroda Brytyjskiej Akademii Filmowej | Najlepszy film animowany                                                   | Nominacja |
| Nagroda Annie                         | Najlepszy film animowany                                                   | Nominacja |
| Nagroda Annie                         | Wybitne osiągnięcie w tworzeniu efektów animowanych w filmie animowanym    | Nominacja |
| Nagroda Annie                         | Wybitne osiągnięcie montażysty filmu animowanego                           | Nominacja |
| Nagroda Annie                         | Wybitne osiągnięcie scenarzysty filmu animowanego                          | Nominacja |
| Nagroda Annie                         | Wybitne osiągnięcie kompozytora muzyki do filmu animowanego                | Nominacja |
| Nagroda Annie                         | Wybitne osiągnięcie aktora w roli głosowej w filmie animowanym (Tony Hale) | Nominacja |